# NGC 6616
NGC 6616 ist eine Spiralgalaxie vom Hubble-Typ Sab im Sternbild Herkules am Nordsternhimmel. Sie ist schätzungsweise 256 Millionen Lichtjahre von der Milchstraße entfernt und hat einen Durchmesser von etwa 105.000 Lichtjahren.
Die Typ-Ia-Supernova SN 2002dk wurde hier beobachtet.
Das Objekt wurde am 14. Juli 1885 von Lewis A. Swift entdeckt.